# Paguritta gracilipes
Paguritta gracilipes is een tienpotigensoort uit de familie van de Paguridae. De wetenschappelijke naam van de soort is voor het eerst geldig gepubliceerd in 1939 door Melin.